# 증평초등학교

## 학교 연혁
- 1930년 4월 19일 증평공립보통학교 개교
- 1938년 4월 1일 증평공립심상소학교로 개칭
- 1941년 4월 1일 증평공립국민학교로 개칭
- 1943년 4월 1일 죽리국민학교 분리
- 1959년 4월 1일 삼보국민학교 분리
- 1976년 2월 5일 특수학급 1학급 설치
- 1980년 3월 10일 병설유치원 개원
- 1996년 3월 1일 증평초등학교로 명칭 변경
- 2017년 3월 2일 증평초등학교 1학년 약 240명 입학
- 2018년 2월 13일 제85회 205명 졸업(졸업생총수 : 21,074명)
- 2018년 3월 2일 증평초등학교 1학년 201명 입학

## 참고 자료
- 증평초등학교 - 한국교육학술정보원 학교알리미